# Lažiše
Lažiše – wieś w Słowenii, w gminie Dobje. W 2018 roku liczyła 140 mieszkańców.